# Andreas Schneider (Reiseschriftsteller)
Andreas Schneider (* 10. Mai 1951 in Hamburg) ist ein deutscher Reiseleiter, Reiseveranstalter und Autor von Reiseführern.

## Werdegang
Schneider studierte nach dem Abitur auf dem Gymnasium Philippinum in Marburg Alte Geschichte, Griechisch und Klassische Archäologie in Kiel, Marburg und Berlin. 1976 legte er ein Magisterexamen ab mit dem Thema „Die athenische Baupolitik und ihre Motive im 5. und 4. Jh. v. Chr.“
Danach  übte er eine Tätigkeit als Reiseleiter für Studienreisen in Griechenland, Italien und Ägypten aus. 1981 gründete Schneider ein eigenes Studienreiseunternehmen, „Neues Reisen. Kunst- und sozialgeschichtliche Studienreisen“ in Hamburg. Mitte der 1980er Jahre begann er, Reiseführer für den DuMont-Reiseverlag zu schreiben, zunächst verfasste er einen Kunstreiseführer über Zypern.
1990 wurde er bei Dieter Metzler in Münster mit einer geschichtsdidaktischen Arbeit promoviert „Historische Reiseführung auf Studienreisen am Beispiel Griechenlands und Zyperns unter besonderer Berücksichtigung der Alten Geschichte. Leitfaden für Reiseleiter“.
Schneider lebt in Marburg.

## Veröffentlichungen (Auswahl)
- Materialistisch geführte Studienreisen. Über ein Gegenmodell zum bürgerlichen Bildungstourismus, in: Kritische Berichte 10, 1982, S. 76–80.
- Wer baute das siebentorige Theben?, in: Frontal, das sozialistische Studentenmagazin, 22. Jahrgang, April/Mai 1982, S. 30–32
- Zypern. 8000 Jahre Geschichte. Archäologische Schätze, byzantinische Kirchen, gotische Kathedralen. DuMont-Verlag, Köln 1988 (danach zahlreiche Neubearbeitungen)
- Historische Reiseführung auf Studienreisen am Beispiel Griechenlands und Zyperns unter besonderer Berücksichtigung der alten Geschichte. Leitfaden für Reiseleiter (= Institut für Tourismus der Freien Universität Berlin. Berichte und Materialien Nr. 7). Verlag für universitäre Kommunikation, Berlin 1990, ISBN 3-928077-04-X (Dissertation).
- Islamische Kunst auf den Mittelmeerinseln, in: H. Th. Gosziniak (Hrsg.), Kleine Geschichte der islamischen Kunst, DuMont Köln 1991, S. 141–152
- Reisetaschenbuch Kreta, DuMont-Verlag, Köln 1992 (danach zahlreiche Neubearbeitungen, zuletzt Kreta (DuMont Reise-Taschenbuch)). DuMont Reiseverlag, Ostfildern 2019, ISBN 978-3-616-02047-1.
- Artikel Scheunendachkirchen des Troodos, Ausgrabungen von Paphos, Steinzeitsiedlung Chirokitia. In: Schätze der Welt. Erbe der Menschheit. Die Unesco-Liste der Kulturdenkmäler und Naturparadiese dieser Erde, 6 Bände. Chronik Verlag im Bertelsmann Lexikon Verlag, Gütersloh 1999/2000.

## Veröffentlichungen über Andreas Schneider und "Neues Reisen" (Auswahl)
- Barbara Meyer, Bildungsreisen – einmal ganz anders, in: Kultur und Gesellschaft Nr. 6, Juni 1982
- Ernst Antoni, Die Schlangengöttin und der Materialismus, in: Tendenzen, 23. Jahrg. Juli–Sept. 1982, S. 63f.
- Monika Putschögl, Wie anders ist eine andere Reise? Materialistisch geführt durch Florenz, in: Die Zeit Nr. 23, 1. Juni 1984, S. 49